# Dan Pastorini
Dante Anthony Pastorini, detto Dan (Sonora, 26 maggio 1949), è un ex giocatore di football americano statunitense che ha giocato nel ruolo di quarterback nella National Football League (NFL) e un ex pilota della NHRA nella categoria Top Fuel Dragster.

## Carriera nel football
Pastorini fu scelto come terzo assoluto nel Draft NFL 1971 dagli Houston Oilers dietro altri due quarterback, Jim Plunkett e Archie Manning. Dal 1971 al 1979 saltò solamente cinque gare di stagione regolare, giocando anche con delle costole rotte e un polmone perforato a volte. Non poté contare su una linea offensiva adeguata fino al 1977, quando gli Oilers assunsero Joe Bugel come allenatore della offensive line e acquisirono giocatori di qualità come Greg Sampson e Leon Gray. Nel 1978, gli Oilers iniziarono a puntare sul gioco sulle corse scegliendo nel draft il futuro Hall of Famer Earl Campbell.
Pastorini fu convocato per il suo unico Pro Bowl nel 1975, ma la sua miglior stagione a livello statistico fu quella del 1978 quando lanciò i primati in carriera di 2.473 yard e 16 touchdown. Nei playoff di quella stagione giocò bene, portando gli Oilers a battere i Miami Dolphins e i New England Patriots vincitori della AFC East division.
L'ultima gara di Pastorini con gli Houston Oilers fu la finale della AFC del 1979 contro i Pittsburgh Steelers, in cui la sua squadra fu eliminata ancora a un passo dal Super Bowl.
Nel 1980, il proprietario degli Oilers Bud Adams cedette Pastorini agli Oakland Raiders, in cambio dell'ormai anziano Ken Stabler. Nella settimana 5 della stagione 1980, dopo aver portato la squadra a un record di 2-2, Pastorini si ruppe una gamba contro i Kansas City Chiefs. I tifosi, insoddisfatti delle sue prestazioni e desiderosi di vedere giocare la sua riserva Jim Plunkett, esultarono quando capirono che si era infortunato. Plunkett, un ex vincitore dell'Heisman Trophy a Stanford ed ex quarterback titolare dei New England Patriots e dei San Francisco 49ers, era il quarterback di riserva dei Raiders dal 1978. Questi prese in mano la squadra e guidò i Raiders alla vittoria del Super Bowl XV contro i Philadelphia Eagles nel gennaio 1981.
La stagione successiva, Pastorini passò ai Los Angeles Rams e concluse la carriera passando le stagioni 1982 e 1983 con gli Eagles.

## Palmarès

### Franchigia
- Super Bowl : 1

Oakland Raiders: Super Bowl XV
- American Football Conference Championship: 1

Oakland Raiders: 1980

### Individuale
- Convocazioni al Pro Bowl: 1

1975